# Башкатово (Мценский район)
Башка́тово — деревня в Мценском районе Орловской области России. Административный центр Башкатовского сельского поселения.

## География
Деревня находится в северной части Орловской области, в лесостепной зоне, в пределах центральной части Среднерусской возвышенности, к западу от реки Ока, на расстоянии примерно 20 км (по прямой) к юго-западу от Мценска, административного центра района. Абсолютная высота — 227 м над уровнем моря.
Климат
Климат характеризуется как умеренно континентальный с умеренно морозной зимой и теплым, иногда жарким летом. Средняя многолетняя температура самого холодного месяца — января, составляет −9,4 °С, температура самого теплого +19 °С.
Часовой пояс
Деревня Башкатово, как и вся Орловская область, находится в часовой зоне МСК (московское время). Смещение применяемого времени относительно UTC составляет +3:00.

## Население
| 2002 | 2010 |
| ---- | ---- |
| 436  | ↘417 |

Половой состав
По данным Всероссийской переписи населения 2010 года, в гендерной структуре населения мужчины составляли 48,4 %, женщины — соответственно 51,6 %.
Национальный состав
Согласно результатам переписи 2002 года, в национальной структуре населения русские составляли 91 % из 436 чел.

## Улицы
| - ул. Гаражный, - ул. Лесная, - ул. Молодёжная, - ул. Почтовая, | - ул. Садовая, - ул. Центральная, - ул. Школьная. |

## Инфраструктура
В селе действуют средняя школа, фельдшерско-акушерский пункт, дом культуры и библиотека.

## Достопримечательности
- Бывшая дворянская усадьба Тиньковых[4]
- Церковь Толгской иконы Божией Матери, 1844 г.